# DXing
DXing (диэксинг, дальний радиоприём) — вид хобби, заключающийся в распознавании радиосигналов как вещательных радиостанций, так и радиолюбителей. С целью получения подтверждения от источника радиосигнала составляются и отсылаются так называемые рапорты о приёме, радиовещатель в ответ на правильно составленный рапорт посылает письменное подтверждение факта приема, обычно оформляемое в виде QSL-карточки — печатной открытки с символикой радиостанции. Термин DX пришёл из телеграфных сокращений и означает он «удалённый», «дальний».

## DX-ing на вещательных диапазонах

### Дальний приём на средних волнах
Начиная с 1950-х годов, и до середины 1970-х, существовало множество мощных станций в Северной Америке, таких как KDKA , WLW , CKLW , CHUM , WABC , WJR , WLS , WKBW , KHJ , KAAY , KSL и целый ряд передатчиков на границе с Мексикой, вещавших в формате Top 40 из популярной на те времена музыки. Большинство небольших локальных радиостанций в диапазоне средних волн должны были выключаться ночью, а мощные, 50-киловаттные станции можно было принимать на территориях, отдалённых на сотни километров.
Популярность DXing-а на средних волнах, начиная с 1970-х, сократилась из-за ухода популярных музыкальных форматов в FM-диапазон, обладающий лучшими характеристиками по своему звучанию, но меньшим радиусом распространения. Но, тем временем, диапазон средних волн в Соединённых Штатах всё более и более насыщался новыми станциями, получавшими разрешения на работу в ночное время. В Канаде станции начали уходить на FM позже, начиная с 1980-х годов. За пределами Северной и Южной Америки, а также Австралии, наибольшая часть средневолновых радиостанций — это государственные синхросети, работающие с мощностями в сотни и даже тысячи киловатт. Тем не менее, маломощные станции ввиду их непостоянного прохождения на большие расстояния, продолжают существовать и весьма популярны среди любителей дальнего приёма.
В прошлом слушатели, использовавшие детекторные радиоприёмники и длинные провода, которые служили антеннами, могли обнаружить лишь несколько вещательных радиостанций, которые находились очень далеко от них. Сигналы самых мощных станций были слышны за сотни километров, но для приёма слабых сигналов требовалась более точная настройка или более качественная техника.

### Дальний приём на коротких волнах
Приём международных вещателей, сигналы которых распространялись по всему миру на коротких волнах, был популярен как среди обычных слушателей, так и среди любителей DX-инга. Особенно во время войны. С развитием технологий передачи аудиопотоков через интернет, многие вещатели (в том числе BBC и Голос Америки) сократили либо вовсе ликвидировали свои коротковолновые трансляции. Религиозные радиостанции ещё широко используют короткие волны для доступности по всему миру и, в частности, в менее развитых странах.
Кроме международных вещательных станций, короткие волны используют военная связь, RTTY, радиолюбители, свободные безлицензионные вещатели («пираты»), а также номерные радиостанции . Многие из перечисленных сигналов транслируются в однополосной модуляции SSB, для приёма которой требуется специальная аппаратура, более подходящая для DX-инга, чем для обычного прослушивания.

### Дальний приём телевидения и УКВ радиовещательного диапазона
Сигналы FM-вещания и телевидения, особенно находящиеся на более низких частотах, подвержены спорадическим прохождениям, могут быть приняты за сотни и даже тысячи километров. Например, иногда американские радиостанции принимаются в Западной Европе. Правда, отзывов о приёме западно-европейских радиостанций в Америке не замечено.
Полиция, пожарные службы и военные передатчики тоже могут приниматься при дальнем приёме на этих частотах с помощью всеволновых специальных приёмников («сканеров»), хотя, в основном, они интересны для местного прослушивания. В отличие от коммерческих вещателей, которые идентифицируют себя в эфире как минимум в начале каждого часа (либо через использование ими на протяжении всего эфира различных слоганов, рекламы и т. д.), данные радиосигналы опознать труднее.

### DX-связи
Хотя классическим определением и критерием понятия «DX» является расстояние, сегодня это также означает и, непосредственно, связь двух удалённых друг от друга радиолюбительских станций. На коротких волнах можно услышать радиолюбительские позывные из разных стран. На УКВ можно услышать радиолюбительские станции находящиеся, как правило, в той же стране или континенте, где ведётся приём, потому как более дальний приём слабо возможен.
Для удобства проведения соревнований, некоторые территории могут быть названы «DX-странами», несмотря на неполное соответствие с границами стран на политической карте мира. Например, остров Реюньон в Индийском океане, считается DX-страной, хотя является территорией Франции. Правила для определения стран DX могут быть довольно сложными, и, чтобы избежать возможной путаницы, радиолюбители часто используют термин «территория».
Для приёма редких и труднодоступных территорий, часто организуются выезды — «DX-экспедиции».
Часто организовываются соревнования в радиоэфире, когда радиолюбители работают на своих станциях в определённые даты и в течение фиксированного времени, чтобы установить связь с как можно большим числом DX-станций. Помимо этого, многие радиоклубы присуждают дипломы за определённое количество связей с DX-станциями.

## DX-клубы
Многие радиолюбители являются членами DX-клубов. Существует много DX-клубов в разных странах мира. Они позволяют обмениваться информацией последними новостями мира радио. Радиолюбители также организовывают радиослёты.

## QSL-карточки
Особой частью дальнего приёма как хобби, является коллекционирование QSL-карточек от принятых радиовещателей, подтверждающих документально факт приёма радиостанции в определённом месте и отправление вещателю в виде рапорта (иногда называется SINPO рапортом, см. далее). Обычно на QSL-карточках с одной стороны располагается картинка, либо фотография, а с другой стороны — детали приёма (частота, диапазон, и т. д.). Большинство вещателей используют технологические фотографии своих передающих антенн, студий, либо просто фотографии своей страны.

## SINPO-рапорты
Оценка приёма любых сигналов составляется по специальной шкале, именованной SINPO.
SINPO (англ. ) — в радиолюбительской практике — условное, субъективное восприятие сигнала удалённого корреспондента либо станции. Происходит как сокращение от слов :
S-Signal strength — сила сигнала, I- Interference — интерференция (взаимодействие с мешающим сигналом), N — Noise static — статический шум, «шум эфира», P — Propagation disturbance — проблемы при распространении сигнала, O — Overall merit — общая оценка.
| Шкала | S            | I             | N             | P                                 | O            |
| SINPO | Сила сигнала | Интерференция | Шум           | Нарушение условий распространений | Общая оценка |
| ----- | ------------ | ------------- | ------------- | --------------------------------- | ------------ |
| 5     | Отлично      | Нет           | Нет           | Нет                               | Отлично      |
| 4     | Хорошо       | Незнач.       | Незнач.       | Незнач.                           | Хорошо       |
| 3     | Удовл.       | Умеренно      | Умеренно      | Умеренное                         | Удовл.       |
| 2     | Неуд.        | Сильно        | Сильный       | Сильное                           | Неуд.        |
| 1     | Едва слышно  | Очень сильно  | Очень сильный | Очень сильное                     | Неприменимо  |

После некоторого опыта, на практике анализ сигнала с помощью этих значений обычно не составляет труда.
После прослушивания определённой станции (обычно от 15 минут до 2 часов), слушатель должен создать отчёт, содержащий:
- имя и фамилию слушателя,
- местоположение слушателя (это чаще называется QTH в радиолюбительской терминологии) по долготе и широте (для известного города можно указать просто название),
- наименование радиоприемной аппаратуры, тип и характеристики приемной антенны,
- наименование передающей радиостанции,
- дату, время начала и время конца приема передачи (в качестве времени лучше всегда использовать Всемирное координированное время)
- частоту принимаемой радиостанции (обычно в кГц),
- SINPO-идентификацию качества сигнала,
- краткое описание программы, которую прослушал создающий рапорт, мнение о ней, пожелания, если таковые имеются.

Рапорт может отправляться на радиостанцию как обычной почтой, так и электронной, но обязательно с указанием того факта, что слушатель хочет получить QSL.
Незначительная часть радиостанций называет эту шкалу SINFO, именуя буквой F термин fading, то есть то же замирание сигнала.
Вместо рапорта SINPO некоторые станции требуют только упрощённый SIO-код.

## DX-связь
DX-связь — это радиосвязь на большие расстояния, с использованием слоёв ионосферы для отражения и преломления радиосигнала. Сигнал возвращается на поверхность земли, и может быть вновь отражён обратно в ионосферу для последующего отражения ещё раз. Ионосферные отражения, как правило, возможны лишь на частотах ниже 50 МГц, и очень зависят от атмосферных условий, времени суток и от солнечной активности. Они также зависят от солнечных бурь и некоторых других солнечных событий, которые могут изменить состояние ионосферы Земли потоками заряженных частиц.
Угол преломления определяет минимальное расстояние, при котором отражённый сигнал в первый раз вернётся на землю. Это расстояние увеличивается с частотой. В результате, любая станция будет иметь вокруг себя «мёртвую зону», где она не будет слышна другими станциями, и не услышит их.
Это явление позволяет принимать сигнал на коротких волнах далеко за пределами прямой видимости. Этим пользуются радиолюбители, коротковолновые вещательные станции и др. Благодаря ему в ночное время на средних волнах возможен приём станций, расположенных далеко от их места приёма. Это одно из резервных решений на случай отказа спутниковой связи из-за магнитных бурь.

## Оборудование для дальнего приёма

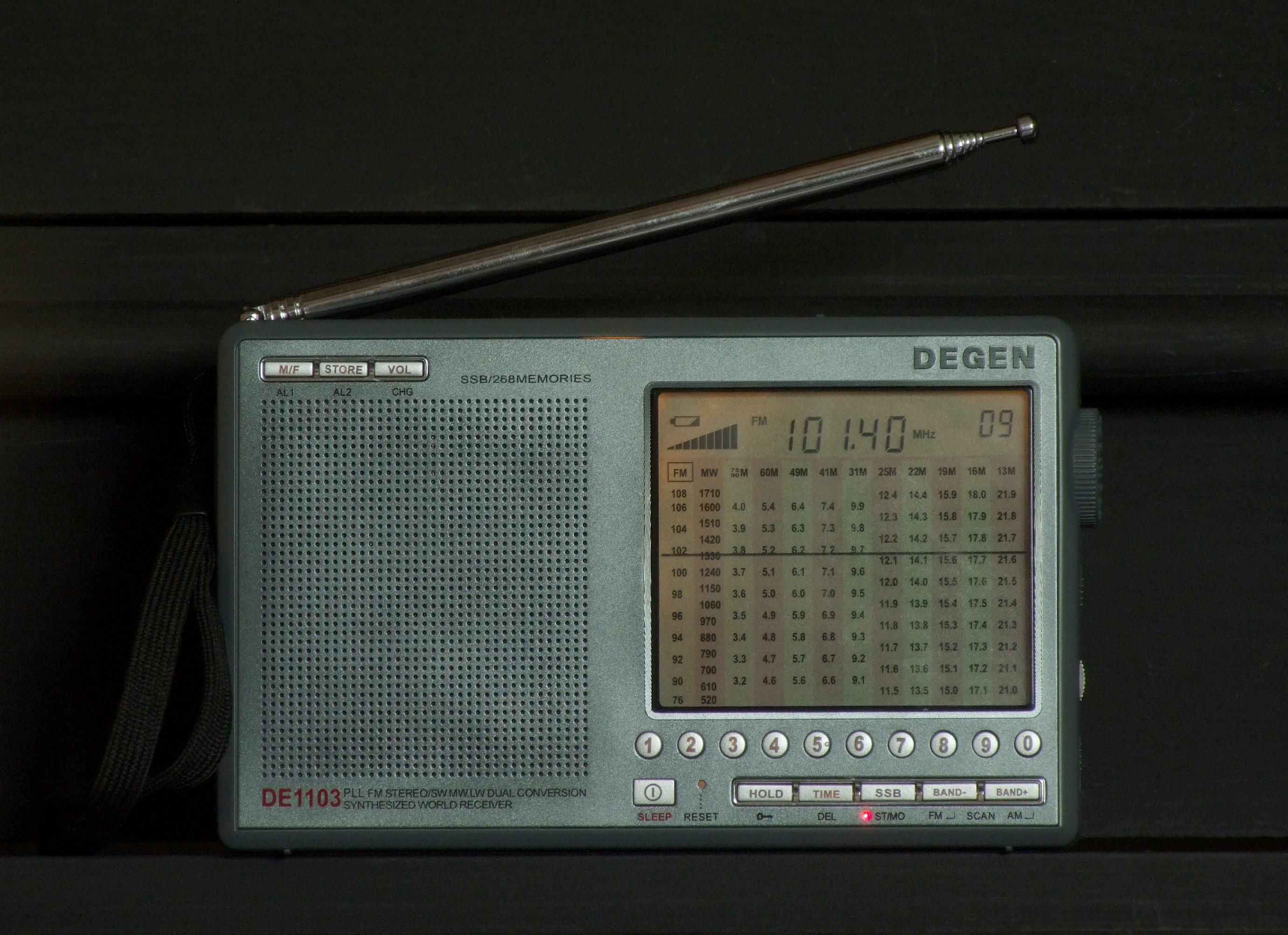
Китайский всеволновый приемник «Degen DE1103», очень популярный у начинающих наблюдателей

Для DX-приёма используется широкий ассортимент радио-оборудования: от недорогих портативных приёмников, до ресиверов класса «Люкс», стоящих тысячи долларов. Самые простые радиоприёмники, имеющие диапазон средних волн, позволяют легко услышать мощные станции, распространяющие сигнал на сотни километров в ночное время. Недорогие коротковолновые приёмники могут принимать сигналы из нескольких стран в течение любого времени суток.
Серьёзные радиолюбители используют более сложные приёмники, разработанные специально для «вытягивания» очень слабых и далёких сигналов, и часто строят свои собственные антенны, специально рассчитанные на конкретную полосу частот. Существует много мнений [каких?] относительно достоинств разных «бюджетных» приёмников и их «больших братьев», стоящих очень много. Разница между этими двумя типами радио заметна, как правило, в сложных условиях приёма, либо когда необходим специфический диапазон частот. Дорогой приёмник, как правило, имеет более чёткую фильтрацию сигнала, а также более хорошую избирательность по соседнему каналу (отделение друг от друга двух находящихся близко по частоте радиостанций с разным уровнем сигнала), что иногда приводит к разнице в возможности принять или не принять сигнал в очень непростых условиях. При приёме мощных широковещательных радиостанций разница между двумя приёмниками будет едва заметна.
Использование автомобильных приёмников тоже популярно для приёма вещательных диапазонов.
Другая недавняя тенденция для любителей — использовать многочисленные радиостанции и антенны, подключая их к персональному компьютеру. С помощью современного программного обеспечения по управлению радио, радиостанции может быть автоматически сгруппированы вместе, и настройка одной радиостанции может настроить все остальные в этой группе. Такой опыт DX иногда упоминается как разнообразие приёма и облегчает сравнение различных антенн и приёмников.
Наличие как минимум двух диполей-антенн, расположенных под прямым углом друг к другу, например одна в положении «север-юг», а вторая в положении «запад-восток», даёт возможность получить совершенно разные результаты по приёму тех или иных станций. Эти простые антенны могут быть изготовлены с очень низкими затратами на кабель и несколько изоляторов.

## Хобби
В целом, каждый слушатель радио находит в этом для себя какой-то свой смысл и получает удовольствие от разных вещей. Кому-то просто важно получить какую-либо информацию от зарубежных радиостанций, кому-то важен сам факт приёма дальней частоты, кому-то интересно именно общение с коллегами по хобби и улучшение собственного опыта путём обмена информацией, кто-то коллекционирует QSL-карточки. Но всех объединяет только одно — это любовь к радио, которая, как правило, занимает значительный период в жизни радиолюбителей.